# Kaposfő, Somogy
Kaposfő  este un sat în districtul Kaposvár, județul Somogy, Ungaria, având o populație de 1.694 de locuitori (2011). 

## Demografie
Componența etnică a satului Kaposfő
     Maghiari (82,7%)
     Germani (9,05%)
     Romi (7,6%)
     Necunoscut (0,65%)
     Alții (0,65%)
Componența confesională a satului Kaposfő
     Romano-catolici (59,45%)
     Fără religie (10,27%)
     Reformați (9,03%)
     Necunoscută (20,13%)
     Alte religii (2,13%)
Conform recensământului din 2011, satul Kaposfő avea 1.694 de locuitori. Din punct de vedere etnic, majoritatea locuitorilor (82,7%) erau maghiari, existând și minorități de germani (9,05%) și romi (7,6%). Apartenența etnică nu este cunoscută în cazul a 0,65% din locuitori.  Din punct de vedere confesional, majoritatea locuitorilor (59,45%) erau romano-catolici, existând și minorități de persoane fără religie (10,27%) și reformați (9,03%). Pentru 20,13% din locuitori nu este cunoscută apartenența confesională.